# Robert Pirès
Robert Emmanuel Pirès (* 29. října 1973, Remeš, Francie) je francouzský fotbalista, momentálně hráč klubu FC Goa z Indian Super League. Nejúspěšnější část své kariéry prožil v anglickém Arsenalu, se kterým v letech 2000 až 2006 vyhrál dvakrát anglickou Premier League a třikrát FA Cup. S francouzskou fotbalovou reprezentací vyhrál v roce 1998 mistrovství světa a v roce 2000 mistrovství Evropy. Většinu své kariéry hrával na postu levého křídla, avšak byl schopen hrávat na všech pozicích v záloze. Pelé ho roku 2004 zařadil mezi 125 nejlepších žijících fotbalistů.
V září 2014 se nechal zlákat do nově zformované indické ligy Indian Super League do klubu FC Goa.
Na konci února v roce 2016 ukončil ve svých 42 letech aktivní kariéru.

## Trofeje

### Klubové
Metz
- Coupe de la Ligue: 1996

Arsenal
- Premier League: 2002, 2004
- FA Cup: 2002, 2003, 2005

### Reprezentační
Francie
- Mistrovství světa: 1998
- Mistrovství Evropy: 2000
- Konfederační pohár FIFA: 2001, 2003

### Individuální
- Ligue 1 – mladý hráč roku: 1996
- Fotbalista roku podle Asociace fotbalových novinářů: 2002
- PFA Tým roku: 2002, 2003, 2004
- Premier League – hráč měsíce: únor 2003
- Konfederační pohár FIFA – hráč turnaje: 2001
- Konfederační pohár FIFA – nejlepší střelec: 2001
- FIFA 100